# Mandau (Waffe)
Das Mandau (malay. = Kopfjäger, auch Parang Ihlang, Baieng, Duku, Kamping, Malab, Malat, Mando, Parang Ilang) ist ein Schwert der Dayak aus Malaysia.

## Geschichte
Die Dayak benutzten das Schwert als Buschmesser aber auch für die Kopfjagd. Ebenso wie das japanische Katana wurde auch das Mandau-Schwert mit der Schneide nach oben in der Scheide getragen.

## Beschreibung
Das Mandau hat eine gerade, verhältnismäßig kurze, einschneidige Klinge. Die Klinge hat keinen Hohlschliff und keinen Mittelgrat. Eine der Klingenseiten ist konkav, die andere konvex geschliffen. Am Heft (Griff) ist die Klinge fast Quadratisch und läuft dann breiter werdend zum Ort (Spitze) hin zu. Im vorderen Bereich ist die Klinge leicht nach oben gebogen und hat nahe der Spitze eine wellenförmige Oberkante. Die Spitze ist leicht schräg und ein wenig abgerundet. Die Klingen sind am Ortbereich oft kunstvoll verziert. Oft sind Gravuren oder ringförmige Einlegearbeiten aus Kupfer oder Messing angebracht. Außer dieser ringförmigen Einlagen findet man folgende Zierarten an den Klingen:
- a). mata-joh = s-förmige Figuren in eingerollten Spiralen auf einer großen Fläche an der Klinge in der Nähe des Klingenrückens.
- b). mata-kalong = vier spiegelverkehrte s-förmige figuren in der Nähe des Hefts.
- c). tap-set-sien = ein achtstrahliger Stern mit einem Punkt in der Mitte. Wurde nur von der königlichen Familie getragen.

Die Klinge ist etwa 55 cm lang. Die Klingen waren meist aus eigener Herstellung, später wurden das benötigte Eisen aber aus Europa oder China importiert. Die Härtung beim Schmieden erfolgte durch abschrecken in kaltem Wasser. Es gibt bei den verwendeten Materialien Unterschiede. Die besser gearbeiteten Mandau besaßen rostfreie Klingen, während die einfachen aus rostendem Stahl hergestellt waren. Bei manchen dieser Schwerter wurden die Klingen zum Teil eingefärbt. Die Klingen wurden in die Wurzeln des Capok-Baumes geschlagen und durch den Schnitt gezogen. Dadurch färbte sich die Klinge Blau, die für etwa sechs Monate diese Farbe hielt. Der Knauf ist immer mit Schnitzereien verziert, groteske Gesichter oder andere Ornamente. Das Griffstück ist oft mit abgeflachten Rattanschnüren oder mit Metalldraht umwickelt. Er wird normalerweise aus dem Holz des Ensurei-Baumes (Diptocarpus oblogifolius) gearbeitet. Oft kam auch das Horn des Rusa (oder Sambur-Hirsch) zur Verwendung. Der Knauf ist langgestreckt und liegt immer an einer Seite. Er ist oft mit dicken Haarbüscheln ausgestattet. Am Übergang zur Klinge wurde ein Ring aus Naturharz angebracht und eine silberne Münze zur Dekoration eingelegt. Die Scheiden sind aus Holz, Horn oder Elfenbein geschnitzt und zweiteilig. Sie werden mit Streifen aus Bambus zusammengehalten, die einen Knoten (katong evok) bilden. Die Trennlinie wird mit einem breiten Bambusband abgedeckt und durch die Rattanwicklung verborgen. Die Scheiden werden ebenfalls oft mit Haarbüscheln oder Federn des Nashornvogels oder des Argus Phasans verziert, und die Oberflächen mit Einlegearbeiten oder Schnitzereien verziert. Sie haben auf der Rückseite eine Art Tasche oder zweite Scheide (apis) zur Unterbringung eines kleineren Messers. Dieses Messer hat einen langen Griff und in etwa das Aussehen des Pisau-Raut. Es wurde dazu benutzt die Kopftrophäen zu reinigen. Es gibt noch eine Variante des Mandau mit einer gebogenen Klinge. Diese wird „Jimpul“ genannt.